# Byrrhinus tarawakanus
Byrrhinus tarawakanus är en skalbaggsart som beskrevs av Delève 1973. Byrrhinus tarawakanus ingår i släktet Byrrhinus och familjen lerstrandbaggar. Inga underarter finns listade i Catalogue of Life.